# 卡曼无人机
卡曼无人机（Kaman）是伊朗航空工业组织（IAIO）开发的一系列无人机，可用于侦察、监视和打击任务。该系列无人机采用推进式布局，具有高机动性和隐蔽性能。

## 历史
伊朗航空工业组织（IAIO）于2010年开始研发该系列无人机，包括Kaman-12、Kaman-19、Kaman-22、等多种型号。其不仅可用于军事任务，也可以用于边境巡逻、抗洪救灾等民用领域。

## 设计
Kaman系列无人机采用推进式布局，其主要特点是具有高度的机动性和隐蔽性能。这些无人机采用先进的遥控技术，可以实现长时间的空中停留和距离远、高速飞行。Kaman系列无人机还配备了各种传感器和武器系统，可以进行侦察、监视、电子干扰和打击任务。

## 型号

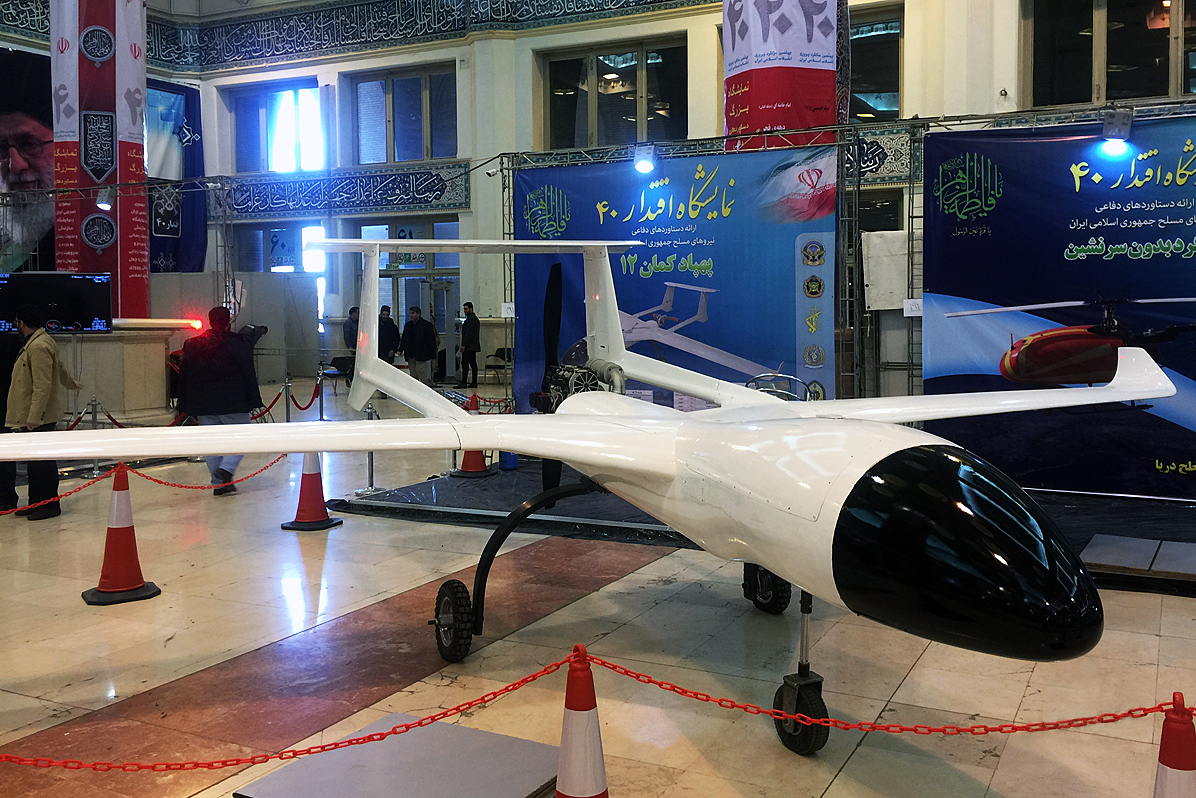
Kaman 12 无人机在德黑兰 Eqtedar 40 国防展上亮相。

Kaman系列无人机包括以下几种型号：

### Kaman-12[2][3]
一种中型无人机，用于侦察和监视任务。Kaman-12具有长达10小时的飞行时间和高度为5,000米的服务升限。
Kaman-12 由军方的“自给自足圣战组织Self Sufficiency Jihad Organization,”开发，有关 Kaman-12 的确切信息很少。由于其外形与 IAI Heron 类似，且鼻部有鼓起的水泡，因此其主要作用是进行远距离监视。 早期在Eghtedar 40 展览展示的模型机翼上没有挂载点，这意味着其唯一的有效载荷是航空电子设备和安装在三轮起落架前面的万向节上的光电相机。直到 2021 年 1 月，具有不同涂装方案的 Kaman-12 新型号才向革命卫队领导层展示。这次活动的目的是宣传伊朗国产军用无人机的最新创新。这架 Kaman-12 翼展更大，能够在四个挂载点上携带空对地导弹等弹药。

### Kaman-19[4]（页面存档备份，存于）
然这款无人机与卡曼12无人机类似，但其整体尺寸却比卡曼12小。尾部采用T型尾翼。很长的机翼以及小翼的使用将减少翼尖的涡流效应并减少阻力，从而减少无人机的燃油消耗。选择这种设计是为了增加了飞行连续性。这架飞机使用的发动机很可能是 DLE 170 或类似发动机。这款小型汽油发动机在 7,500 rpm 的扭矩下可产生约 17.5 马力的功率。

### Kaman-22[5][6][7]
是一种中型无人机，可用于侦察、监视和打击任务，于2019年3月公开，是目前伊朗最大的无人机。它的外形与美国 MQ-9 Reaper 相似，但尺寸更接近MQ-1捕食者。主要区别似乎在于前起落架、翼尖和机头外形。该无人机似乎携带一个未知的腹侧吊舱以及六个挂载点（可携带四枚制导炸弹和两枚非制导炸弹）。航程为 3000 公里，续航时间为 24 小时，有效载荷为 300 公斤。

## 使用者
Kaman系列无人机主要由伊朗武装部队使用，用于执行各种任务，如侦察、监视和打击。此外，这些无人机还被出口到其他国家，如叙利亚、也门和伊拉克等，并成为当地军队的重要战术装备。